# Ирис солелюбивый
И́рис солелюби́вый, или И́рис солончако́вый, или Каса́тик солелюби́вый, или Каса́тик солончако́вый (лат. Iris halophila) — многолетнее травянистое растение; вид рода Ирис (Iris) семейства Ирисовые (Iridaceae).

## Ботаническое описание

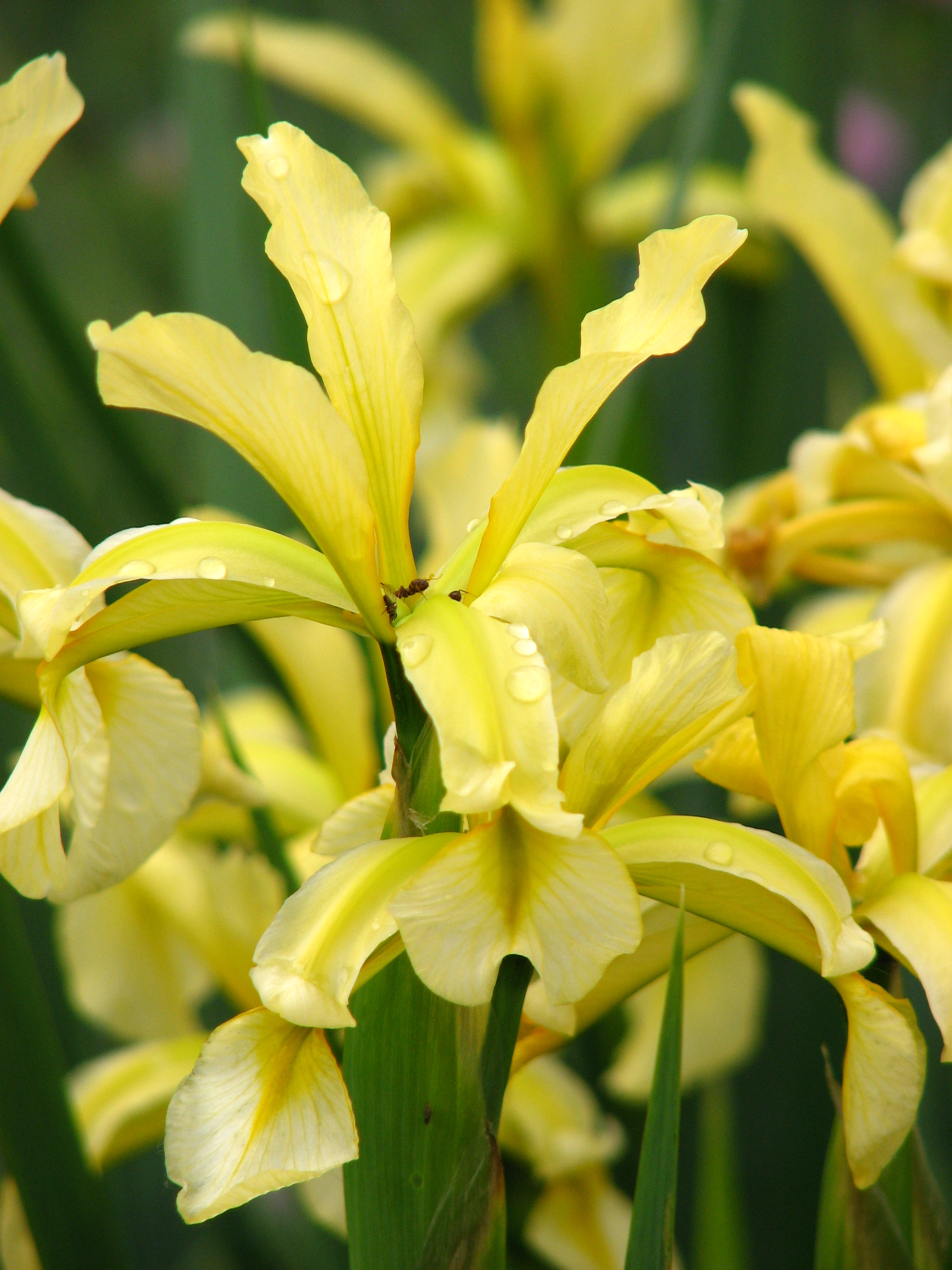
Цветущее растение

Травянистый корневищный поликарпик. Высота — 70-100 см. Корневище толстое, ползучее. Стебли прямостоячие, неветвистые. Прикорневые листья ланцетно-линейные, почти мечевидные, превышают стебель, до 12 мм шириной. Стеблевые листья меньше и немногочисленные. Листочки обёртки острые, ланцетные. Цветки собраны по 3-4 на верхушках стеблей, ярко-жёлтые, состоят из трубки и шести лопастей венчика. Трубка околоцветника равна по длине завязи, наружные доли околоцветника эллиптические, сразу переходящие в ноготок; внутренние — прямостоячие. Тычинок 3. Завязь с 6 рёбрами и носиком. Плоды — шерстисторебристые коробочки. Семена морщинистые. Число хромосом: 2n=44, 48, 66.
Цветёт в мае — июне. Цветет не каждый год, что связано с высокими температурами и сухостью воздуха. энтомофил, размножается семенами и вегетативно корневищами. Гелиофит, галофит, ксеромезофит. Вид с узкой эколого-ценотической амплитудой. Произрастает по солонцеватым остепненным лугам, солончакам. В культуре жизненность падает, в питомнике сохраняется до 6-8 лет. Полевая всхожесть семян — 7-11 %. Произрастает небольшими группами.

## Распространение и местообитание
- в России: европейская часть (юг Заволжья), Западная Сибирь (юг), Северный Кавказ: Ставропольский край, Северная Осетия – Алания, Дагестан, Краснодарский край, Западное Предкавказье.
- в мире: Восточная Европа (Молдова, Украина), Кавказ (север), Азия: Средняя (северо-восток), Центральная (Монголия).

Лимитирующие факторы — выпас скота, сенокошение, пожары, хозяйственное освоение территорий, осушение и мелиоративные работы, сбор на букеты, не ежегодное цветение, климатические пульсации.

## Охранный статус

### В России
В России вид входит в многие Красные книги субъектов Российской Федерации: Воронежской, Омской, Пензенской и Саратовской области, республики Калмыкия, а также Краснодарского и Ставропольского края.
Растёт на территории нескольких особо охраняемых природных территорий России.

### На Украине
Решением Луганского областного совета № 32/21 от 03.12.2009 г. входит в «Список регионально редких растений Луганской области».
Входит также в Красные книги либо охраняется в соответствии с решениями областных советов на территориях Донецкой, Николаевской и Харьковской, Днепропетровской областей.